# KSU (Band)
KSU ist eine polnische Punkrockband, die 1977 in Ustrzyki Dolne, der Hauptstadt des Powiat Bieszczadzki, gegründet wurde.

## Geschichte
Ausschlag für die Gründung einer Band war das Hören westlicher Radiosender. Früh von den Sex Pistols beeinflusst, änderte sich ihre Musik mehr in Richtung Black Sabbath, Deep Purple und Led Zeppelin, von denen KSU auch polnische Cover spielte.
Da die Band sehr kritisch gegenüber dem polnischen Staat auftrat (und immer noch auftritt) wurden ihre Mitglieder immer wieder verhaftet oder von der Polizei bedroht, was auch zu einem großen Mitgliederschwund und -austausch innerhalb der Band führte. So ist das einzige beständige Mitglied der Band der Frontmann Eugeniusz Olejarczyk.
KSU zählt heute zu den einflussreichsten polnischen Rockbands.

## Diskografie

### Alben
- Pod prąd (1988)
- Ustrzyki (1990)
- Moje Bieszczady (1993)
- Na 15 lecie! (1994)
- Bez prądu (1995)
- 21 (1999)
- Ludzie bez twarzy (2002)
- Kto cię obroni Polsko (2004)
- Nasze słowa (2005)
- Przystanek Woodstock 2005 (live) (2006)
- Akustycznie XXX-lecie (2008)

### Videoalben
- Przystanek Woodstock 2005 (live) (2006)